# Großer Preis von China 2016
Der Große Preis von China 2016 (offiziell 2016 Formula 1 Pirelli Chinese Grand Prix) fand am 17. April auf dem Shanghai International Circuit in Shanghai statt und war das dritte Rennen der Formel-1-Weltmeisterschaft 2016.

## Bericht

### Hintergründe
Nach dem Großen Preis von Bahrain führte Nico Rosberg in der Fahrerwertung mit 17 Punkten vor Lewis Hamilton und mit 26 Punkten vor Daniel Ricciardo. In der Konstrukteurswertung führte Mercedes mit 50 Punkten vor Ferrari und mit 53 Punkten vor Red Bull.
Beim Großen Preis von China stellte Pirelli den Fahrern die Reifenmischungen P Zero Medium (weiß), P Zero Soft (gelb) und P Zero Supersoft (rot) sowie für Nässe Cinturato Intermediates (grün) und Cinturato Full-Wets (blau) zur Verfügung.
Vor dem Rennwochenende gab es einen Fahrerwechsel: Bei McLaren kehrte Fernando Alonso nach der Genesung seiner Verletzungen im Brustbereich, die er sich bei einem Unfall beim Großen Preis von Australien zuzog und wegen denen er von der FIA keine Starterlaubnis in Bahrain erhielt, ins Cockpit zurück.
Die DRS-Zonen blieben im Vergleich zum Vorjahr unverändert, der Messpunkt für die erste Zone befand sich 35 Meter vor Kurve 16, die Zone selbst befand sich auf der Start-Ziel-Geraden und begann 98 Meter nach der letzten Kurve. Der Messpunkt für die zweite DRS-Zone befand sich in Kurve 12, aktiviert werden durfte das DRS dann 752 Meter vor Kurve 14.
Im Vergleich zum Vorjahr gab es keine Änderungen an der Strecke, lediglich in den Kurven 9, 10, 11 und 16 wurden hinter den bestehenden Curbs noch weitere Randsteine hinzugefügt, die 50 Millimeter höher als die bestehenden Elemente waren.
Max Verstappen (acht), Marcus Ericsson (vier), Kimi Räikkönen, Vettel (jeweils drei), Alonso, Valtteri Bottas, Romain Grosjean, Hamilton, Rio Haryanto, Nico Hülkenberg, Daniil Kwjat und Felipe Nasr (jeweils zwei) gingen mit Strafpunkten ins Rennwochenende.
Mit Hamilton (viermal), Alonso (zweimal), Räikkönen, Vettel, Jenson Button und Rosberg (jeweils einmal) traten sechs ehemalige Sieger zu diesem Grand Prix an.
Als Rennkommissare fungierten Silvia Bellot, Alan Jones, Ge Jun und Tim Mayer.
Der FIA-Weltrat beschloss in der Woche vor dem Rennen, den zu Saisonbeginn eingeführten Qualifyingmodus zu verwerfen und zu dem Modus des Vorjahres zurückzukehren.
Wenige Tage vor dem Rennen wurde bekannt, dass Hamiltons Getriebe bei der Kollision mit Bottas kurz nach dem Start des Rennens in Bahrain beschädigt wurde und gewechselt werden musste. Daher erhielt Hamilton eine Startplatzstrafe in Höhe von fünf Plätzen.

### Training
Im ersten freien Training fuhr Rosberg in 1:38,037 Minuten die Bestzeit vor Hamilton und Vettel. Das Training wurde zweimal unterbrochen, da es zu mehreren Reifenschäden hinten links kam, davon zweimal bei Felipe Massa und einmal bei Kevin Magnussen. Die Rennleitung vermutete zunächst ein Problem mit den Pirelli-Reifen, bis sich herausstellte, dass bei Massa vor dem Reifenschaden die Felge und bei Magnussen die Radaufhängung gebrochen war.
Räikkönen fuhr im zweiten freien Training in 1:36,896 Minuten die schnellste Rundenzeit vor Vettel und Rosberg. Magnussen fuhr nach seinem Aufhängungsbruch im ersten Training gar nicht, Esteban Gutiérrez drehte nur vier Runden und musste sein Fahrzeug dann mit einem Bremsdefekt abstellen.
Im dritten freien Training, das bei nassen Witterungsbedingungen ausgetragen wurde, fuhr Vettel in 1:57,351 Minuten die Bestzeit vor Bottas und Sergio Pérez. Da die Anzahl der Regenreifen pro Pilot und Rennwochenende limitiert war, fuhren die McLaren-, Mercedes- und Red-Bull-Piloten sowie Ericsson und Grosjean keine gezeitete Runde.

### Qualifying
Das Qualifying bestand aus drei Teilen mit einer Nettolaufzeit von 45 Minuten. Im ersten Qualifying-Segment (Q1) hatten die Fahrer 18 Minuten Zeit, um sich für das Rennen zu qualifizieren. Alle Fahrer, die im ersten Abschnitt eine Zeit erzielten, die maximal 107 Prozent der schnellsten Rundenzeit betrug, qualifizierten sich für den Grand Prix. Die besten 16 Fahrer erreichten den nächsten Teil. Vettel war Schnellster. Die Strecke war nach dem dritten freien Training abgetrocknet, auf der Start-Ziel-Geraden gab es jedoch zu Beginn des Trainings noch nasse Stellen. Pascal Wehrlein kam auf einer dieser Stellen mit seinem Slick-bereiften Wagen ins Schleudern und schlug in die Streckenbegrenzung ein, das Qualifying musste deshalb unterbrochen werden. Hamilton fuhr wegen eines Problems mit seinem ERS keine gezeitete Runde, damit endete eine Serie von 27 Rennen, in denen er Q3 erreichte. Neben Hamilton schieden die Manor-, die Renault-Fahrer und Gutiérrez aus.
Der zweite Abschnitt (Q2) dauerte 15 Minuten. Die schnellsten zehn Piloten qualifizierten sich für den dritten Teil des Qualifyings. Das Training wurde eine Minute vor dem Ende abgebrochen, da Hülkenberg sein linkes Vorderrad verlor und das Fahrzeug am Streckenrand abstellte. Räikkönen war Schnellster, Rosberg wurde mit auf der Soft-Reifenmischung Dritter. Die Sauber- und McLaren-Piloten, Grosjean und Massa schieden aus.
Der finale Abschnitt (Q3) ging über eine Zeit von zwölf Minuten, in denen die ersten zehn Startpositionen vergeben wurden. Rosberg fuhr die Bestzeit vor Ricciardo und Räikkönen. Es war die 23. Pole-Position für Rosberg, davon die erste in der Saison. Ricciardo und das Red-Bull-Team erreichten zum ersten Mal seit dem Großen Preis von Singapur 2015 einen Startplatz in der ersten Startreihe.
Nach dem Qualifying erhielt Hülkenberg eine Startplatzstrafe in Höhe von drei Plätzen, da sein Team ihn mit einem nicht korrekt befestigten Rad auf die Strecke geschickt hatte.

### Rennen
Ricciardo startete gut und übernahm die Führung vor Rosberg. Dahinter überholte Kwjat in der ersten Kurve beide Ferrari-Piloten, Vettel wich dabei nach außen aus und kollidierte mit Räikkönen. Räikkönen kam dabei nach außen von der Strecke ab, beim Zurückfahren musste Nasr ausweichen und kollidierte seinerseits mit Hamilton, dessen Frontflügel unter das Fahrzeug rutschte und den Unterboden beschädigte. Auch zwischen Grosjean und Ericsson kam es zu einer Berührung. Am Ende der ersten Runde fuhren Grosjean, Räikkönen und Hamilton an die Box, um neue Frontflügel montieren zu lassen.
Vettel, der zunächst mehrere Plätze zurückgefallen war, überholte mehrere Piloten und lag am Ende der zweiten Runde schon wieder auf dem sechsten Rang. Ricciardo führte nun vor Rosberg, Kwjat, Pérez, Hülkenberg, Carlos Sainz jr., Vettel, Button, Massa und Bottas.
Rosberg griff in der dritten Runde Ricciardo an, bei dem zeitgleich der linke Hinterreifen platzte, nachdem er über ein Trümmerteil des Unfalls aus der ersten Runde gefahren war. Er fuhr zum Reifenwechsel an die Box und fiel auf Rang 18 zurück. Die Rennleitung entschied in der vierten Runde, das Safety-Car auf die Strecke zu schicken, um weitere Trümmerteile von der Fahrbahn entfernen zu können.
Kwjat, Pérez, Hülkenberg, Sainz jr., Vettel, Button und Bottas nutzten diese Gelegenheit, zum Reifenwechsel an die Box zu fahren. Hülkenberg fuhr dabei in der Boxeneinfahrt langsam, um einen Abstand auf seinen Teamkollegen Pérez zu bekommen, da nicht beide Fahrer gleichzeitig den Boxenstopp absolvieren konnten. Dabei wurde er von Vettel überholt, Sainz jr. blieb hinter Hülkenberg. Die Rennkommissare untersuchten den Vorfall, Hülkenberg erhielt eine Fünf-Sekunden-Strafe sowie zwei Strafpunkte für unnötiges Langsamfahren in der Boxengasse. Vettel ließ bei dem Boxenstopp seinen beschädigten Frontflügel tauschen und verlor so mehrere Positionen. Beim Losfahren von Pérez kam es fast zu einer Kollision mit den von hinten herannahenden Sainz jr. und Button. Die Rennleitung verzichtete auf eine Strafe gegen Pérez, lediglich das Team musste 5000 US-Dollar Strafe zahlen.
Rosberg führte vor Massa, Alonso, Wehrlein, Gutiérrez, Kwjat, Palmer, Haryanto, Pérez und Bottas. Hamilton stoppte während der Safety-Car-Phase zweimal, er wechselte zunächst auf Supersoft und eine Runde danach wieder auf Soft, um das Rennen nun ausschließlich auf Soft zu Ende fahren zu können.
Am Ende der 8. Runde wurde das Rennen wieder freigegeben. Nach der Freigabe verloren bis auf Rosberg alle Fahrer, die keine Reifen gewechselt hatten, innerhalb weniger Runden mehrere Positionen. Vettel griff Bottas an, dabei kam es zu einer Berührung, Vettels neuer Frontflügel wurde dabei beschädigt und er verlor auf der Start-Ziel-Geraden mehrere kleine Teile davon. Vettel fuhr dennoch weiter und überholte weitere Konkurrenten.
Räikkönen fuhr zum zweiten Boxenstopp. Rosberg führte nach 17 Runden mit rund zehn Sekunden vor Kwjat, dahinter lagen Massa, Vettel, Pérez, Bottas, Sainz jr., Ricciardo, Hamilton und Button. In den folgenden vier Runden kamen alle Fahrer zum Reifenwechsel an die Box. Räikkönen und Hamilton überholten in der Folge mehrere Konkurrenten und lagen beide wieder in den Punkterängen. Vettel verkürzte unterdessen den Rückstand auf Kwjat, kam jedoch nicht in Schlagdistanz, um einen Angriff zu starten.
In der 31. Runde fuhr Hamilton zum fünften Mal an die Box und wechselte auf die Medium-Mischung. Rosberg führte währenddessen mit rund 30 Sekunden vor Kwjat und Vettel, die in Runde 36 gleichzeitig in die Box fuhren. Während Kwjat ebenfalls auf Medium wechselte, wechselte Vettel auf Soft. Bereits eine Runde später nutzte er den Reifenvorteil und überholte Kwjat.
Rosberg wechselte in der 36. Runde auf Medium und konnte das Rennen nun ohne weiteren Boxenstopp zu Ende fahren. Eine Runde später wechselte Ricciardo ebenfalls auf Medium.
Hamilton, Ricciardo und Räikkönen schlossen auf die beiden Williams-Piloten auf, die auf den Plätzen vier und fünf lagen. Alle drei gingen kurz darauf an Bottas vorbei. Massa gelang es jedoch, sich gegen die Angriffe von Hamilton zu verteidigen, der in Runde 43 Ricciardo und in Runde 46 Räikkönen passieren lassen musste. Beide Fahrer überholten kurz darauf auch Massa und setzten sich von diesem ab.
Gutiérrez, Grosjean und Hülkenberg wechselten in der Schlussphase des Rennens erneut auf die Supersoft-Mischung und fuhren anschließend die schnellsten Runden des Rennens. Alle drei Piloten lagen jedoch außerhalb der Punkteränge und hatten keine Aussicht, noch unter die ersten Zehn zu kommen.
In der 54. Runde verbremste sich Bottas und fiel hinter Verstappen, in der letzten Runde dann auch noch hinter Sainz jr. zurück.
Rosberg gewann das Rennen vor Vettel und Kwjat. Es war der 17. Sieg für Rosberg, davon der sechste in Folge. Kwjat erreichte seine zweite Podiumsplatzierung nach dem Großen Preis von Ungarn 2015. Die weiteren Punkteplatzierungen belegten Ricciardo, Räikkönen, Massa, Hamilton, Verstappen, Sainz jr. und Bottas. Alle gestarteten Fahrer erreichten das Ziel, zuletzt war dies beim Großen Preis von Europa 2011 der Fall gewesen.
Die ersten drei Positionen in der Fahrerwertung blieben unverändert, Rosberg baute seinen Vorsprung auf Hamilton und Ricciardo aus. Auch in der Konstrukteurswertung gab es keine Verschiebungen.

## Meldeliste
| Team                          | Nr. | Fahrer            | Chassis                | Motor                       | Reifen |
| ----------------------------- | --- | ----------------- | ---------------------- | --------------------------- | ------ |
| Mercedes AMG Petronas F1 Team | 44  | Lewis Hamilton    | Mercedes F1 W07 Hybrid | Mercedes-Benz PU106C Hybrid | P      |
| Mercedes AMG Petronas F1 Team | 06  | Nico Rosberg      | Mercedes F1 W07 Hybrid | Mercedes-Benz PU106C Hybrid | P      |
| Scuderia Ferrari              | 05  | Sebastian Vettel  | Ferrari SF16-H         | Ferrari 059/5               | P      |
| Scuderia Ferrari              | 07  | Kimi Räikkönen    | Ferrari SF16-H         | Ferrari 059/5               | P      |
| Williams Martini Racing       | 19  | Felipe Massa      | Williams FW38          | Mercedes-Benz PU106C Hybrid | P      |
| Williams Martini Racing       | 77  | Valtteri Bottas   | Williams FW38          | Mercedes-Benz PU106C Hybrid | P      |
| Red Bull Racing               | 03  | Daniel Ricciardo  | Red Bull RB12          | TAG Heuer                   | P      |
| Red Bull Racing               | 26  | Daniil Kwjat      | Red Bull RB12          | TAG Heuer                   | P      |
| Sahara Force India F1 Team    | 27  | Nico Hülkenberg   | Force India VJM09      | Mercedes-Benz PU106C Hybrid | P      |
| Sahara Force India F1 Team    | 11  | Sergio Pérez      | Force India VJM09      | Mercedes-Benz PU106C Hybrid | P      |
| Renault Sport F1 Team         | 20  | Kevin Magnussen   | Renault R.S.16         | Renault Energy F1 2016      | P      |
| Renault Sport F1 Team         | 30  | Jolyon Palmer     | Renault R.S.16         | Renault Energy F1 2016      | P      |
| Scuderia Toro Rosso           | 33  | Max Verstappen    | Toro Rosso STR11       | Ferrari 059/4               | P      |
| Scuderia Toro Rosso           | 55  | Carlos Sainz jr.  | Toro Rosso STR11       | Ferrari 059/4               | P      |
| Sauber F1 Team                | 09  | Marcus Ericsson   | Sauber C35             | Ferrari 059/5               | P      |
| Sauber F1 Team                | 12  | Felipe Nasr       | Sauber C35             | Ferrari 059/5               | P      |
| McLaren Honda                 | 14  | Fernando Alonso   | McLaren MP4-31         | Honda RA616H                | P      |
| McLaren Honda                 | 22  | Jenson Button     | McLaren MP4-31         | Honda RA616H                | P      |
| Manor Racing MRT              | 94  | Pascal Wehrlein   | Manor MRT05            | Mercedes-Benz PU106C Hybrid | P      |
| Manor Racing MRT              | 88  | Rio Haryanto      | Manor MRT05            | Mercedes-Benz PU106C Hybrid | P      |
| Haas F1 Team                  | 08  | Romain Grosjean   | Haas VF-16             | Ferrari 059/5               | P      |
| Haas F1 Team                  | 21  | Esteban Gutiérrez | Haas VF-16             | Ferrari 059/5               | P      |

## Klassifikationen

### Qualifying
| Pos.                                                                      | Fahrer            | Konstrukteur         | Q1         | Q2       | Q3         | Start |
| ------------------------------------------------------------------------- | ----------------- | -------------------- | ---------- | -------- | ---------- | ----- |
| 01                                                                        | Nico Rosberg      | Mercedes             | 1:37,669   | 1:36,240 | 1:35,402   | 01    |
| 02                                                                        | Daniel Ricciardo  | Red Bull-TAG Heuer   | 1:37,672   | 1:36,815 | 1:35,917   | 02    |
| 03                                                                        | Kimi Räikkönen    | Ferrari              | 1:37,347   | 1:36,118 | 1:35,972   | 03    |
| 04                                                                        | Sebastian Vettel  | Ferrari              | 1:37,001   | 1:36,183 | 1:36,246   | 04    |
| 05                                                                        | Valtteri Bottas   | Williams-Mercedes    | 1:37,537   | 1:36,831 | 1:36,296   | 05    |
| 06                                                                        | Daniil Kwjat      | Red Bull-TAG Heuer   | 1:37,719   | 1:36,948 | 1:36,399   | 06    |
| 07                                                                        | Sergio Pérez      | Force India-Mercedes | 1:38,096   | 1:37,149 | 1:36,865   | 07    |
| 08                                                                        | Carlos Sainz jr.  | Toro Rosso-Ferrari   | 1:37,656   | 1:37,204 | 1:36,881   | 08    |
| 09                                                                        | Max Verstappen    | Toro Rosso-Ferrari   | 1:38,181   | 1:37,265 | 1:37,194   | 09    |
| 10                                                                        | Nico Hülkenberg   | Force India-Mercedes | 1:38,165   | 1:37,333 | keine Zeit | 13    |
| 11                                                                        | Felipe Massa      | Williams-Mercedes    | 1:38,016   | 1:37,347 | –          | 10    |
| 12                                                                        | Fernando Alonso   | McLaren-Honda        | 1:38,451   | 1:38,826 | –          | 11    |
| 13                                                                        | Jenson Button     | McLaren-Honda        | 1:37,593   | 1:39,093 | –          | 12    |
| 14                                                                        | Romain Grosjean   | Haas-Ferrari         | 1:38,425   | 1:39,830 | –          | 14    |
| 15                                                                        | Marcus Ericsson   | Sauber-Ferrari       | 1:38,321   | 1:40,742 | –          | 15    |
| 16                                                                        | Felipe Nasr       | Sauber-Ferrari       | 1:38,654   | 1:42,430 | –          | 16    |
| 17                                                                        | Kevin Magnussen   | Renault              | 1:38,673   | –        | –          | 17    |
| 18                                                                        | Esteban Gutiérrez | Haas-Ferrari         | 1:38,770   | –        | –          | 18    |
| 19                                                                        | Jolyon Palmer     | Renault              | 1:39,528   | –        | –          | 19    |
| 20                                                                        | Rio Haryanto      | Manor-Mercedes       | 1:40,264   | –        | –          | 20    |
| 107-Prozent-Zeit: 1:43,791 min (bezogen auf Q1-Bestzeit von 1:37,001 min) |                   |                      |            |          |            |       |
| –                                                                         | Pascal Wehrlein   | Manor-Mercedes       | keine Zeit | –        | –          | 21    |
| –                                                                         | Lewis Hamilton    | Mercedes             | keine Zeit | –        | –          | 22    |

Anmerkungen
1. ↑  Hülkenberg wurde um drei Startplätze nach hinten versetzt, da er in Q2 mit einem nicht korrekt befestigten Vorderrad auf die Strecke geschickt wurde.
2. ↑  Wehrlein durfte am Rennen teilnehmen, da er im freien Training ausreichend schnell gefahren war
3. ↑  Hamilton wurde um fünf Startplätze nach hinten versetzt, da sein Getriebe vor dem Rennwochenende gewechselt wurde.

### Rennen
| Pos. | Fahrer            | Konstrukteur         | Runden | Stopps | Zeit        | Start | Schnellste Runde |
| ---- | ----------------- | -------------------- | ------ | ------ | ----------- | ----- | ---------------- |
| 01   | Nico Rosberg      | Mercedes             | 56     | 2      | 1:38:53,891 | 01    | 1:40,418 (38.)   |
| 02   | Sebastian Vettel  | Ferrari              | 56     | 3      | + 37,776    | 04    | 1:40,610 (37.)   |
| 03   | Daniil Kwjat      | Red Bull-TAG Heuer   | 56     | 3      | + 45,936    | 06    | 1:41,546 (38.)   |
| 04   | Daniel Ricciardo  | Red Bull-TAG Heuer   | 56     | 3      | + 52,688    | 02    | 1:41,015 (55.)   |
| 05   | Kimi Räikkönen    | Ferrari              | 56     | 3      | + 1:05,872  | 03    | 1:40,593 (40.)   |
| 06   | Felipe Massa      | Williams-Mercedes    | 56     | 2      | + 1:15,511  | 10    | 1:41,815 (34.)   |
| 07   | Lewis Hamilton    | Mercedes             | 56     | 5      | + 1:18,230  | 22    | 1:40,662 (32.)   |
| 08   | Max Verstappen    | Toro Rosso-Ferrari   | 56     | 3      | + 1:19,268  | 09    | 1:40,399 (41.)   |
| 09   | Carlos Sainz jr.  | Toro Rosso-Ferrari   | 56     | 3      | + 1:24,127  | 08    | 1:41,485 (35.)   |
| 10   | Valtteri Bottas   | Williams-Mercedes    | 56     | 3      | + 1:26,192  | 05    | 1:41,558 (23.)   |
| 11   | Sergio Pérez      | Force India-Mercedes | 56     | 3      | + 1:34,283  | 07    | 1:41,846 (30.)   |
| 12   | Fernando Alonso   | McLaren-Honda        | 56     | 2      | + 1:37,253  | 14    | 1:42,226 (36.)   |
| 13   | Jenson Button     | McLaren-Honda        | 56     | 3      | + 1:41,990  | 12    | 1:40,298 (46.)   |
| 14   | Esteban Gutiérrez | Haas-Ferrari         | 55     | 3      | + 1 Runde   | 18    | 1:40,368 (45.)   |
| 15   | Nico Hülkenberg   | Force India-Mercedes | 55     | 4      | + 1 Runde   | 13    | 1:39,824 (48.)   |
| 16   | Marcus Ericsson   | Sauber-Ferrari       | 55     | 2      | + 1 Runde   | 15    | 1:43,269 (41.)   |
| 17   | Kevin Magnussen   | Renault              | 55     | 3      | + 1 Runde   | 17    | 1:42,311 (22.)   |
| 18   | Pascal Wehrlein   | Manor-Mercedes       | 55     | 3      | + 1 Runde   | 21    | 1:41,489 (48.)   |
| 19   | Romain Grosjean   | Haas-Ferrari         | 55     | 4      | + 1 Runde   | 14    | 1:39,923 (48.)   |
| 20   | Felipe Nasr       | Sauber-Ferrari       | 55     | 3      | + 1 Runde   | 16    | 1:40,582 (42.)   |
| 21   | Rio Haryanto      | Manor-Mercedes       | 55     | 3      | + 1 Runde   | 20    | 1:42,009 (42.)   |
| 22   | Jolyon Palmer     | Renault              | 55     | 3      | + 1 Runde   | 19    | 1:42,232 (26.)   |

## WM-Stände nach dem Rennen
Die ersten zehn des Rennens bekamen 25, 18, 15, 12, 10, 8, 6, 4, 2 bzw. 1 Punkt(e).

### Fahrerwertung
| Pos. | Fahrer           | Konstrukteur         | Punkte |
| ---- | ---------------- | -------------------- | ------ |
| 01   | Nico Rosberg     | Mercedes             | 75     |
| 02   | Lewis Hamilton   | Mercedes             | 39     |
| 03   | Daniel Ricciardo | Red Bull-TAG Heuer   | 36     |
| 04   | Sebastian Vettel | Ferrari              | 33     |
| 05   | Kimi Räikkönen   | Ferrari              | 28     |
| 06   | Felipe Massa     | Williams-Mercedes    | 22     |
| 07   | Daniil Kwjat     | Red Bull-TAG Heuer   | 21     |
| 08   | Romain Grosjean  | Haas-Ferrari         | 18     |
| 09   | Max Verstappen   | Toro Rosso-Ferrari   | 13     |
| 10   | Valtteri Bottas  | Williams-Mercedes    | 7      |
| 11   | Nico Hülkenberg  | Force India-Mercedes | 6      |
| 12   | Carlos Sainz jr. | Toro Rosso-Ferrari   | 4      |

| Pos. | Fahrer            | Konstrukteur         | Punkte |
| ---- | ----------------- | -------------------- | ------ |
| 13   | Stoffel Vandoorne | McLaren-Honda        | 1      |
| 14   | Kevin Magnussen   | Renault              | 0      |
| 15   | Sergio Pérez      | Force India-Mercedes | 0      |
| 16   | Jolyon Palmer     | Renault              | 0      |
| 17   | Marcus Ericsson   | Sauber-Ferrari       | 0      |
| 18   | Fernando Alonso   | McLaren-Honda        | 0      |
| 19   | Jenson Button     | McLaren-Honda        | 0      |
| 20   | Pascal Wehrlein   | Manor-Mercedes       | 0      |
| 21   | Felipe Nasr       | Sauber-Ferrari       | 0      |
| 22   | Esteban Gutiérrez | Haas-Ferrari         | 0      |
| 23   | Rio Haryanto      | Manor-Mercedes       | 0      |

### Konstrukteurswertung
| Pos. | Konstrukteur       | Punkte |
| ---- | ------------------ | ------ |
| 1    | Mercedes           | 114    |
| 2    | Ferrari            | 61     |
| 3    | Red Bull-TAG Heuer | 57     |
| 4    | Williams-Mercedes  | 29     |
| 5    | Haas-Ferrari       | 18     |
| 6    | Toro Rosso-Ferrari | 17     |

| Pos. | Konstrukteur         | Punkte |
| ---- | -------------------- | ------ |
| 07   | Force India-Mercedes | 6      |
| 08   | McLaren-Honda        | 1      |
| 09   | Renault              | 0      |
| 10   | Sauber-Ferrari       | 0      |
| 11   | Manor-Mercedes       | 0      |